# Lepidodactylus gardineri
Lepidodactylus gardineri ist eine möglicherweise ausgestorbene Waldgeckoart, die auf der zum Fidschi-Archipel gehörenden Pazifikinsel Rotuma endemisch war. Das Artepitheton ehrt den britischen Zoologen John Stanley Gardiner (1872–1946).

## Merkmale
Lepidodactylus gardineri ist eine mittelgroße, stämmige Geckoart mit gut entwickelten Gliedmaßen. Männchen und Weibchen werden etwa gleich groß, wobei die Kopf-Rumpf-Länge zwischen 43 und 53 mm beträgt. Die Schwanzlänge umfasst etwa 60 % bis 70 % der Kopf-Rumpf-Länge.
Lepidodactylus gardineri

Link zum Bild

Die Grundfarbe des Rückens und der Seiten ist einheitlich dunkelbraun. Der Bauch ist hellgelb. Kinn und vordere Kehle sind bläulich-grau. Der Untergrund kann sich zu einer violettgrauen bis hellgrauen Färbung aufhellen. Die Unterseite weist vom Hals bis zum Schwanz breite, dunkelgraue Querstreifen auf. Der Bauch wird ebenfalls heller, bleibt aber gelb.
Der kurze, subzylindrische, nicht sichtbar segmentierte Schwanz verjüngt sich allmählich zu einer stumpfen Spitze. Er weist an der Oberseite und an der Unterseite kleine Schuppen auf, die ventral etwas größer sind und sich leicht überlappen. Um die Körpermitte befinden sich 103 bis 118 Schuppenreihen und 12 bis 17 subdigitale Lamellen an der vierten Zehe des Hinterfußes, wo die distalen zwei bis vier Lamellen in der Mitte geteilt sind. Ausgewachsene Männchen haben durchgehende Reihen von 38 bis 41 Präkloakal-
und Femoralporen. Der Kopf ist mit kleinen, glatten, plattenförmigen Schuppen bedeckt, die den Mund und die Nasenlöcher begrenzen. Ferner weist der Kopf körnige Schuppen auf. Das Kinn hat in der ersten Schuppenreihe eine Anzahl mäßig großer postmentaler Schuppen von fast gleicher Größe; die nachfolgenden Reihen sind zunehmend kleiner und gehen in körnige Kinnschuppen über. Kleine, gleich große, körnige, nebeneinander liegende Schuppen bedecken Kopf, Hals und Rumpf am Rücken und an den Flanken. An der Unterseite werden die Schuppen allmählich größer, flacher und überlappen leicht.

## Lebensraum
Dieser Gecko ist ein Waldbewohner, der hauptsächlich die von Termiten ausgehöhlten, abgestorbenen Äste des Baumes Acalypha grandis bewohnt. In Rotuma gibt es große Flächen mit Sekundärwäldern. Das Kronendach dieser Waldgebiete ist im Allgemeinen niedrig und geschlossen. Der Baumbestand besteht sowohl aus einheimischen als aus kultivierten Arten. Lepidodactylus gardineri ist gelegentlich auch auf anderen Baumarten zu finden, aber immer in Verbindung mit freien Termitenhöhlen.

## Lebensweise
Während einer Studie auf Rotuma im Jahr 1987 beobachtete der Herpetologe Georg Zug diese Geckoart nachts unter der Baumrinde oder in leeren Termitengängen, jedoch nicht auf der Astoberfläche. Zugs Studienzeitraum war jedoch zu begrenzt, um das Verhalten adäquat zu studieren. Lepidodactylus gardineri bevorzugt trockene Mikrohabitate und lebt in Kolonien von zwei bis fünf Individuen. Ein von Zug während seiner Studie untersuchtes Weibchen hatte Eizellen und trug zwei kugelförmige Eier mit einem Durchmesser von 8 mm.

## Status
2012 stand Lepidodactylus gardineri in der Kategorie „gefährdet“ (vulnerable) der IUCN Red List. 2021 wurde dieser Status in „vom Aussterben bedroht“ (critically endangered) mit dem Zusatz „möglicherweise ausgestorben“ (possibly extinct) geändert. Das Verbreitungsgebiet auf Rotuma Island beträgt weniger als 43 km². Invasive Arten wie die Gelbe Spinnerameise (Anoplolepis gracilipes) und die Ausbreitung der Landwirtschaft haben wahrscheinlich zu einer rapiden Abnahme der geschlechtsreifen Individuen geführt. Der Letztnachweis dieser Art war im Jahr 1987.